# RAZZLE DAZZLE
『RAZZLE DAZZLE』（ラズル・ダズル）は、日本のロックバンド、BUCK-TICKの17作目のオリジナルアルバム。2010年10月13日に アリオラジャパンから発売された。

## 解説
- 前作『memento mori』から約1年8ヶ月ぶりに発売された。
- 今井寿は『memento mori』がこれまでの集大成といえる作品であったことを本作の製作時に実感したと語っており[2]、これを踏まえ本作では前作とは異なる「新たなバンドサウンド」の構築を目指し[3]、アルバムタイトルの引用元となった映画『シカゴ』[4]を彷彿とさせるミュージカル的な要素、ダンス・ミュージックや80年代サウンドなどの要素を取り入れている。
- 先行シングル収録曲は全てCUBE JUICEによる、本人曰く「原曲のイメージを崩しかねない」ほど、大胆なアレンジが施されている。CUBE JUICEはそれを喜んで受け入れるメンバーへ敬意を表している[5]。
- 宇野亜喜良がアート・ワークを担当。
- 初回盤はBlu-spec CD仕様でインタビューと「独壇場Beauty」のPVを収録したDVDとポスターが封入されたスペシャルパッケージ仕様。
- 2017年11月7日に、デビュー30周年を記念し、全曲リマスター・ブルースペックCD2・紙ジャケット仕様で再発売された[6]。

## リリース履歴
| No. | 日付           | レーベル         | 規格                                       | 規格品番                  | 最高順位 | 備考 |
| --- | -------------- | ---------------- | ------------------------------------------ | ------------------------- | -------- | --- |
| 1   | 2010年10月13日 | BMG JAPAN        | Blu-spec CD+DVD(初回生産限定盤) CD(通常盤) | BVCL-20031/20032 BVCL-128 | 7位      | 初回生産限定盤はBlu-spec CD仕様・DVD付(スペシャルインタビュー+ 「独壇場Beauty」Music Video)・ポスター封入・スペシャルパッケージ仕様 |
| 2   | 2017年11月7日  | アリオラジャパン | Blu-Spec CD2                               | BVCL-30044                | 249位    | デジタルリマスター盤、紙ジャケット仕様                                                                                              |

## 収録曲

### 一覧
全編曲: BUCK-TICK（特記以外）
| #         | タイトル                                          | 作詞             | 作曲      | 時間  |
| --------- | ------------------------------------------------- | ---------------- | --------- | ----- |
| 1.        | 「RAZZLE DAZZLE FRAGILE」(編曲: 今井寿・横山和俊) | -                | 今井寿    | 1:18  |
| 2.        | 「RAZZLE DAZZLE」                                 | 今井寿           | 今井寿    | 4:04  |
| 3.        | 「狂気のデッドヒート」                            | 櫻井敦司         | 星野英彦  | 3:51  |
| 4.        | 「独壇場Beauty -R.I.P.-」                         | 今井寿           | 今井寿    | 4:30  |
| 5.        | 「羽虫のように」                                  | 今井寿           | 今井寿    | 3:51  |
| 6.        | 「妖月 -ようげつの宴-」                           | 櫻井敦司         | 星野英彦  | 4:13  |
| 7.        | 「BOLERO」                                        | 今井寿           | 今井寿    | 4:51  |
| 8.        | 「Django!!! -眩惑のジャンゴ-」                    | 今井寿           | 今井寿    | 4:48  |
| 9.        | 「錯乱Baby」                                      | 櫻井敦司         | 今井寿    | 4:36  |
| 10.       | 「PIXY」                                          | 櫻井敦司         | 星野英彦  | 4:28  |
| 11.       | 「くちづけ -SERIAL THRILL KISSER-」               | 櫻井敦司         | 今井寿    | 4:30  |
| 12.       | 「月下麗人」                                      | 櫻井敦司         | 今井寿    | 4:52  |
| 13.       | 「夢幻」                                          | 櫻井敦司         | 星野英彦  | 4:22  |
| 14.       | 「TANGO Swanka」                                  | 櫻井敦司・今井寿 | 今井寿    | 3:37  |
| 15.       | 「Solaris」                                       | 櫻井敦司         | 今井寿    | 5:17  |
| 合計時間: | 合計時間:                                         | 合計時間:        | 合計時間: | 63:08 |

### 曲解説
1. RAZZLE DAZZLE FRAGILE
今井が「怪しい芸術家が集まる秘密の会」のチェンバー･ミュージックをイメージして製作[3]されたインストゥルメンタル。
2. RAZZLE DAZZLE
3. 狂気のデッドヒート
歌詞のモチーフは受精で、ライブの映像効果ではCGで無数の精子がデッドヒートを繰り広げる様が描かれた。
4. 独壇場Beauty -R.I.P.-
28thシングルのアルバム・バージョン。サビのコーラスがLAZYgunsBRISKYのLucyによるものに変更されている。
日本テレビ系ドラマ『GALACTICA/ギャラクティカ』エンディングテーマ。
5. 羽虫のように
6. 妖月 -ようげつの宴- 
29thシングル「くちづけ」のカップリング曲のアルバム・バージョン。
7. BOLERO
8. Django!!! -眩惑のジャンゴ-
コンガのリズムを取り入れたラテンビートの曲[3]。「BIBBIDI-BOBBIDI-BOO」というフレーズ[7]など、今井が意識してファンタジーに吹っ切った[3]歌詞にはメンバーも強烈なインパクトを受けたことを樋口豊がインタビューで語っている[2]。
9. 錯乱Baby
10. PIXY
今回のアルバムでは星野も「新しいもの」を作ろうとしていることが感じ取れたと今井は語っており、この楽曲の出来栄えを称賛している[3]。
11. くちづけ -SERIAL THRILL KISSER-
29thシングルのアルバム・バージョン。
12. 月下麗人
フジテレビ系アニメノイタミナ枠『屍鬼』後期エンディングテーマ。本曲も「くちづけ」と同様に、アニメ『屍鬼』のために書き下ろされたものである。
13. 夢幻
14. TANGO Swanka
Aメロとサビのコーラスは今井、Bメロとサビを櫻井が担当。櫻井と今井の本格的な[8]歌詞の共作は初となる。
15. Solaris

## 参加ミュージシャン
- 櫻井敦司 - ボーカル
- 今井寿 - ギター、エレクトロニクス、コーラス
- 星野英彦 - エレクトリックギター、アコースティック・ギター、コーラス
- 樋口豊 - ベース
- ヤガミトール - ドラムス

### サポートミュージシャン
- 横山和俊 - マニピュレート、キーボード (#1 - 3・5・7 - 9・11 - 15)
- CUBE JUICE - プログラミング、シンセサイザー (#4・6・11[9])
- Lucy (LAZYgunsBRISKY) - コーラス (#4)